# Camellia amplexicaulis
Camellia amplexicaulis är en tvåhjärtbladig växtart som först beskrevs av Charles-Joseph Marie Pitard, och fick sitt nu gällande namn av Cohen-stuart. Camellia amplexicaulis ingår i släktet Camellia och familjen Theaceae. Inga underarter finns listade i Catalogue of Life.

## Bildgalleri

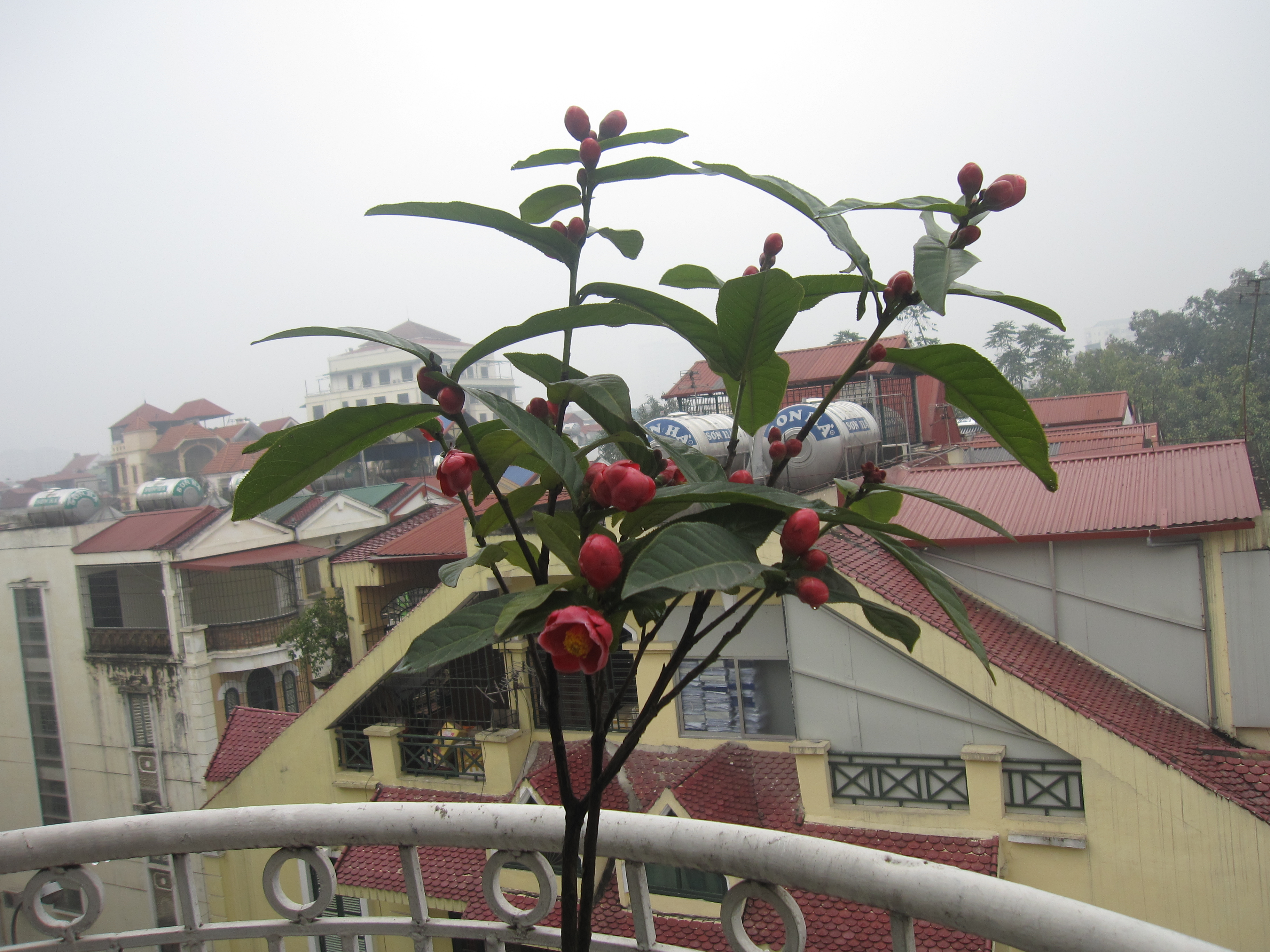